# 藤井快
藤井 快（ふじい こころ、1992年11月30日 - ）は、日本のスポーツクライマー。静岡県出身。
2018年8月、インドネシアのジャカルタで開催された「アジア競技大会 スポーツクライミング　複合種目」で銀メダルを獲得する。

## 競技会の戦績

### 国内大会
- 2016年
  - 第11回 ボルダリング・ジャパンカップ優勝
- 2017年
  - 第12回 ボルダリング・ジャパンカップ優勝
- 2018年
  - 第13回 ボルダリング・ジャパンカップ優勝[4]
- 2019年
  - 第32回 リード・ジャパンカップ優勝
- 2020年
  - 第33回 リード・ジャパンカップ5位
- 2021年
  - 第16回 ボルダリング・ジャパンカップ優勝[5]

### アジア大会・世界大会
| 開催年月   | 大会名                                      | 競技種目 | 競技種目     | 競技種目 | 競技種目 |
| 開催年月   | 大会名                                      | リード   | ボルダリング | スピード | 複合     |
| ---------- | ------------------------------------------- | -------- | ------------ | -------- | -------- |
| 2010年9月  | 世界ユース選手権（ジュニア）                | 9位      |              |          |          |
| 2014年8月  | 世界選手権 ドイツ：ミュンヘン               |          | 27位         |          |          |
| 2015年11月 | アジア選手権                                |          | 5位          |          |          |
| 2016年9月  | 世界選手権 フランス：パリ                   |          | 12位         |          |          |
| 2017年7月  | ワールドゲームズ2017 ポーランド：ヴロツワフ |          | 7位          |          |          |
| 2017年9月  | アジア選手権                                | 1位      | 1位          | 28位     |          |
| 2017年10月 | アジアカップ                                | 1位      | 2位          | 18位     |          |
| 2018年8月  | アジア競技大会 インドネシア：ジャカルタ     |          |              | 予選敗退 | 2位      |
| 2018年9月  | 世界選手権 オーストリア：インスブルック     | 27位     | 5位          | 36位     | 6位      |
| 2018年11月 | アジア選手権                                | 1位      | 4位          | 30位     | 4位      |
| 2019年8月  | 世界選手権 日本：八王子                     | 14位     | 4位          | 29位     | 6位      |
| 2019年11月 | アジア選手権                                | 1位      | 2位          | 24位     | 1位      |
| 2019年12月 | 東京五輪予選                                |          |              |          | 1位      |

### ワールドカップ
ボルダリング
- 2014年　バクー 6位、ベイル 6位
- 2015年　トロント 4位、ベイル 6位
- 2016年　加須 3位、重慶 4位、ナビムンバイ 1位、ベイル 1位 - 年間総合2位 [10]
- 2017年　マイリンゲン 1位、ベイル 5位、ナビムンバイ 4位、ミュンヘン 6位
- 2018年　重慶 1位、泰安 5位 - 年間総合6位 [11]
- 2019年　マイリンゲン 4位、重慶 6位、呉江 5位 - 年間総合5位

リード
- 2017年　廈門 6位
- 2019年　クラー二 5位